# Cardiosace
Cardiosace là một chi bướm đêm thuộc họ Noctuidae.